# Atilio Ancheta
Atilio Genaro Ancheta Weigel (* 19. červenec 1948, Florida) byl uruguayský fotbalista. Hrával na pozici obránce.
V dresu uruguayské reprezentace hrál na mistrovství světa v Mexiku roku 1970, kde Uruguayci skončili čtvrtí. Byl zařazen i do all-stars týmu tohoto turnaje. Celkem za národní tým odehrál 20 zápasů, v nichž vstřelil 1 branku.
S Nacionalem Montevideo vyhrál roku 1971 nejprestižnější jihoamerickou klubovou soutěž Pohár osvoboditelů (Copa Libertadores). Pětkrát se s Nacionalem stal mistrem Uruguaye (1966, 1969, 1970, 1971, 1983).
Roku 1973 byl vyhlášen nejlepším hráčem Brazílie (cena Bola de Ouro časopisu Placar), kde tehdy působil.